# Erős Pista
Erős Pista ([eréš pišta]) je maďarská pálivá papriková pasta. Pasta se připravuje z hrubě mleté pálivé papriky (pasta obsahuje semena, ta se přidávají až po namletí) a soli. Pasta je konzervovaná solí a díky tomu je trvanlivá – v chladném prostředí vydrží i rok. Kromě domácí verze existuje i průmyslově vyráběná pasta – ve sklenicích či v tubě. Papriková pasta má pálivost asi 1000 SHU.
V maďarské kuchyni se využívá pro přípravu leča, paprikáše, guláše či halászlé. Někdy se podává místo hořčice k dochucení klobás či dalších masitých pokrmů; oproti práškové mleté paprice je pasta šťavnatější a má ovocnější chuť.
Název pasty je odvozen od maďarských slov erős – „silný“ a Pista – domácí podoba jména István – Štěpán (sv. Štěpán Uherský je maďarským patronem); název by šel přeložit jako „silný Štěpa“. Existuje také verze pasty ze sladkých paprik, ta se nazývá edes Anna – „sladká Anna“. Čtyřnásobně silná verze se v Maďarsku prodává pod jménem Haragos Pista – „naštvaný Štěpán“, má pálivost kolem 12 000 SHU.